# Première période constitutionnelle ottomane

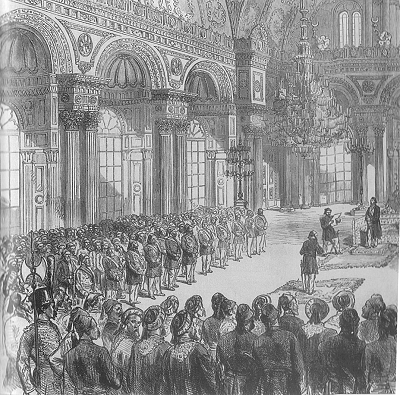
Cérémonie d'ouverture du premier Parlement ottoman au Palais de Dolmabahçe en 1876.

La Première période constitutionnelle (en Turc ottoman : مشروطيت , en Turc : 
Birinci Meşrutiyet ) de l'Empire ottoman est une période de monarchie constitutionnelle à la suite de la promulgation de la Constitution de l'Empire ottoman (appelée aussi Loi fondamentale ; en Turc : Kanûn-u Esâsî ), rédigée par les Jeunes-Ottomans et restée en vigueur du 23 novembre 1876 au 13 février 1878. Elle prend fin avec la suspension du Parlement ottoman par le sultan Abdülhamid II et la restauration de la monarchie absolue.
L'Assemblée Générale de l'Empire ottoman est composée d'une chambre basse, la Chambre des Députés de l'Empire ottoman, et d'une chambre haute, le Sénat de l'Empire ottoman, les premiers députés étant nommés parmi les Conseils administratifs des provinces (en turc ottoman : Meclis-i Umumi). Cette première période n'inclut pas de partis politiques, le Parlement (connu sous le nom d'Assemblée générale de l'Empire ottoman) se définissant comme représentant la voix du peuple et non celle de formations ou d'organisations politiques.
Les premières élections du parlement se déroulent en mars 1877 ; le Parlement se réunit le 19 mars et siège jusqu'au 19 juin de la même année. La chambre basse compte alors 155 membres représentant l'ensemble des millets (communautés ethno-religieuses) de l'Empire.
L'autre section du Parlement est le Sénat de l'Empire ottoman dont les membres sont désignés par le sultan. Il compte 26 membres qui remplacent l'institution de la Sublime Porte et font office de gouvernement de l'Empire, le Grand vizir étant le président du Sénat.
La seconde élection a lieu à la fin de 1877. Le Parlement se réunit le 13 décembre 1877, 69 députés étant issus de millets musulmans et 46 de millets des minorités: Juifs, Grecs ottomans, Arméniens.
Mais il est suspendu par le sultan le 14 février 1878, le sultan Abdülhamid II n'appréciant pas les discours critiques des élus balkaniques lors de la guerre russo-turque de 1877-1878.
Le Parlement ne sera plus réuni jusqu'à la révolution des Jeunes-Turcs et aux élections de novembre-décembre 1908 qui ouvrent la seconde période constitutionnelle ottomane.

## Personnalités liées
- Midhat Pacha
- Mehmed Rushdi Pacha
- Hussein Avni Pacha
- Suleiman Pacha

## Sources
- (en) Cet article est partiellement ou en totalité issu de l’article de Wikipédia en anglais intitulé « First Constitutional Era » (voir la liste des auteurs).